# Wladimir Alexandrowitsch Proworow
Wladimir Alexandrowitsch Proworow (russisch Владимир Александрович Проворов; * 4. Mai 1978 in Nowokuibyschewsk) ist ein russischer lutherischer Theologe. Er ist seit 2022 Erzbischof der Evangelisch-Lutherischen Kirche in Russland (ELKR).

## Leben
Proworow, orthodox getauft, besuchte als Jugendlicher lutherische Gottesdienste in Saratow, später auch Glaubenskurse in Sankt Petersburg. Von 1997 bis 2000 studierte er am Theologischen Seminar der evangelisch-lutherischen Kirche in Nowosaratowka bei Sankt Petersburg und wurde 2001 als Pastor ordiniert. Seit 2001 ist er Pastor der evangelisch-lutherischen Mariengemeinde in Uljanowsk. 
Bis Sommer 2022 war er stellvertretender Erzbischof der Evangelisch-Lutherischen Kirche in Russland und Propst der Propstei Wolga-Kama. Auf einer außerordentlichen Sitzung der Generalsynode der Evangelisch-Lutherischen Kirche in Russland (ELKR) in der Sankt-Petri-Kirche in Sankt Petersburg wurde Proworow am 8. Juni 2022  als Nachfolger von Dietrich Brauer in das Amt des Erzbischofs gewählt. Als stellvertretender Erzbischof folgt ihm Anton Tichomirow, Rektor des Theologischen Seminars in Nowosaratowka bei Sankt Petersburg. Die Einführung des Erzbischofs und des neuen Bischofs der Evangelisch-Lutherischen Kirche Europäisches Russland (ELKER), Andrei Dschamgarow, fand am 6. November 2022 in der Sankt Petersburger Petrikirche statt.

## Familie
Wladimir Proworow ist verheiratet. Aus der Ehe mit seiner Frau Alena gingen zwei Kinder hervor. 